# Клуб Всеволода Боброва

## История
Клуб учрежден спортивным комитетом Министерства обороны СССР, Управлением хоккея Спорткомитета СССР и редакцией еженедельника «Футбол-Хоккей» по аналогии с Клубом Григория Федотова. Состав клуба был впервые опубликован 3 ноября 1979 года в № 44 еженедельника «Футбол-Хоккей».
В зачет клуба включались шайбы, заброшенные в играх: чемпионата СССР по хоккею с шайбой, чемпионата мира, олимпийских игр, турниров на приз газет «Известия» и «Руде право», Кубка Канады (1976 и последующие розыгрыши), Кубка Вызова 1979.
Норматив в общей сумме составляет 250 заброшенных шайб.
Учёт вел тренер Управления хоккея Спорткомитета СССР Александр Брусованский.
Первоначально в состав клуба вошли: Борис Михайлов, Вячеслав Старшинов, Владимир Петров, Алексей Гурышев, Вениамин Александров, Анатолий Фирсов, Александр Якушев, Валерий Харламов, Александр Мальцев, Владимир Викулов, Виктор Цыплаков, Борис Майоров, Всеволод Бобров, Валентин Козин, Константин Локтев, Владимир Гребенников, Владимир Шадрин.
С сезона 1979/80 учитывались шайбы, заброшенные на Кубке Швеции (впервые проведен в 1979), а также на Мемориале Брауна (1964 и 1965) и московском международном турнире (1967 и 1968). Благодаря этим шайбам в состав клуба включен Владимир Юрзинов.
По итогам сезона 1980/81 в клуб зачислены Хелмут Балдерис, Сергей Капустин, Виктор Шалимов. Благодаря учёту новых турниров (международные турниры в Канаде в 1967 и 1968) в клуб также включен Александр Альметов.
С началом сезона 1982/83 в клуб вошел Александр Голиков. В середине сезона 1983/84 в клуб принят Сергей Макаров. По завершении сезона 1983/84 были установлены авторы шайб на Мемориале Брауна 1967, что позволило добавить ряд шайб.
С начала сезона 1984/85 норматив выполнил Виктор Жлуктов. По итогам сезона 1984/85 учтены шайбы, заброшенные в играх Кубка Джона Ахерна 1955 и турнира в Праге 1958. Кроме того, добавление раздела «Еврокубки» позволило вступить в клуб Владимиру Крутову и Николаю Дроздецкому.
С середины сезона 1985/86 в зачёт клуба стали учитывать шайбы, заброшенные в играх на Кубок СССР по хоккею с шайбой (со стадии 1/4 финала, по окончании сезона 1986/87 ограничение снято). Также были добавлены международный турнир в Финляндии в 1954 и аннулированные шайбы сезона 1963/64, когда с розыгрыша чемпионата была снята команда СКА МВО (Калинин). В результате, в состав клуба вошел Виктор Шувалов.
С 1986 статистику клуба помогает вести Олег Беличенко, с 1989 — также и Владимир Филатов.
По окончании сезона 1986/87 в результате уточнений и дополнений по ранним стадиям Кубка СССР в состав клуба вошли: Александр Мартынюк, Александр Скворцов, Евгений Грошев, Пётр Природин.
В середине сезона 1987/88 норматив клуба выполнил Игорь Ларионов. Спустя некоторое время после начала чемпионата 1988/89 в состав клуба вошел Александр Кожевников. К концу сезона 1988/89 в клуб зачислен защитник Вячеслав Фетисов.
Кроме того, с 1989 в зачет клуба пошли шайбы, заброшенные в играх СССР-НХЛ 1972 и СССР-ВХА 1974, турнира «Трех наций» (1981) в Голландии.
С началом сезона 1989/90 в клуб вошли Андрей Хомутов и Вячеслав Быков.
После распада СССР членами Клуба стали игроки постсоветского пространства Евгений Корешков (сезон 2001/02), Александр Корешков (сезон 2003/04) — оба Казахстан, и белорус Алексей Калюжный (сезон 2014/15).
19 марта 2018 года 55-м членом Клуба стал Илья Ковальчук.
По окончании сезона 2018/19 произведен пересчет шайб, заброшенных в кубковых соревнованиях(КС).Теперь в зачет пошли шайбы, заброшенные в Кубке Лиги 1977-78 гг, а также в Открытом Кубке ВЦСПС 1987-88гг..Это привело к новому пополнению в Клубе-ее 56-м членом стал Александр Бодунов.
12 сентября 2019 года 57-м членом Клуба стал первый представитель дальнего зарубежья-американец Найджел Доус, имеющий также гражданство Казахстана, и игравший за сборную этой страны.
Вадим Шипачев-58-й член Клуба с 21.10.2020.
18.03.2022 года 59-м членом Клуба стал Сергей Широков.
Александр Радулов-60-й член Клуба с 04.10.2022 года
Никита Гусев-61-й член Клуба
Сергей Плотников-62-й член Клуба с 19.11.2024 года

## Состав Клуба Всеволода Боброва
Жирным шрифтом выделены действующие игроки.

Список представлен по состоянию на окончание сезона 2024/25

| Игрок                | Клубы                                                                            | СБ  | НМ | ЕК | ЧС  | КС | МТ | Всего |
| -------------------- | -------------------------------------------------------------------------------- | --- | -- | -- | --- | -- | -- | ----- |
| Борис Михайлов       | Локомотив М, ЦСКА                                                                | 207 | —  | 25 | 428 | 34 | 12 | 706   |
| Сергей Мозякин       | ЦСКА, Атлант, Металлург Мг                                                       | 66  | —  | —  | 556 | —  | 4  | 626   |
| Владимир Петров      | Крылья Советов, ЦСКА, СКА                                                        | 192 | —  | 32 | 370 | 15 | 7  | 616   |
| Вячеслав Старшинов   | Спартак М                                                                        | 149 | —  | 2  | 408 | 28 | 1  | 588   |
| Сергей Макаров       | Трактор, ЦСКА                                                                    | 191 | —  | 59 | 322 | 6  | —  | 578   |
| Александр Мальцев    | Динамо М                                                                         | 212 | —  | —  | 329 | 16 | 1  | 558   |
| Валерий Харламов     | ЦСКА                                                                             | 197 | —  | 24 | 293 | 21 | 13 | 548   |
| Александр Якушев     | Спартак М                                                                        | 146 | 1  | 2  | 339 | 28 | 3  | 519   |
| Анатолий Фирсов      | Спартак М, ЦСКА                                                                  | 135 | —  | 14 | 346 | 12 | 7  | 514   |
| Алексей Гурышев      | Крылья Советов                                                                   | 73  | 20 | —  | 379 | 30 | 5  | 507   |
| Вениамин Александров | ЦСКА                                                                             | 120 | 1  | —  | 351 | 22 | 1  | 495   |
| Владимир Крутов      | ЦСКА                                                                             | 152 | —  | 34 | 289 | 6  | —  | 481   |
| Данис Зарипов        | Мечел, Ак Барс, Металлург Мг                                                     | 40  | —  | 6  | 431 | —  | —  | 477   |
| Владимир Викулов     | ЦСКА, СКА                                                                        | 109 | —  | 13 | 283 | 42 | 8  | 455   |
| Хельмут Балдерис     | Динамо Р, ЦСКА                                                                   | 76  | —  | 3  | 333 | 19 | 1  | 432   |
| Максим Сушинский     | СКА, Авангард, Динамо М, Салават Юлаев, Металлург Мг                             | 56  | —  | 13 | 344 | 4  | —  | 417   |
| Сергей Капустин      | Крылья Советов, ЦСКА, Спартак М                                                  | 119 | —  | 5  | 278 | 12 | 2  | 416   |
| Всеволод Бобров      | ЦСКА, ВВС МВО                                                                    | 94  | 14 | —  | 254 | 31 | 5  | 398   |
| Алексей Морозов      | Крылья Советов, Ак Барс, ЦСКА                                                    | 48  | —  | 3  | 330 | —  | —  | 381   |
| Виктор Шалимов       | Спартак М                                                                        | 66  | —  | 3  | 293 | 18 | —  | 380   |
| Николай Дроздецкий   | СКА, ЦСКА                                                                        | 64  | —  | 34 | 253 | 25 | —  | 376   |
| Андрей Хомутов       | ЦСКА                                                                             | 101 | —  | 43 | 198 | 2  | —  | 344   |
| Вадим Шипачёв        | Северсталь, СКА, Динамо М, Ак Барс, Динамо Мн                                    | 33  | —  | —  | 304 | —  | —  | 337   |
| Борис Майоров        | Спартак М                                                                        | 64  | —  | —  | 255 | 8  | 2  | 329   |
| Вячеслав Быков       | Трактор, ЦСКА                                                                    | 101 | —  | 28 | 195 | 3  | —  | 327   |
| Виктор Шувалов       | Трактор, ВВС МВО, ЦСКА                                                           | 55  | 21 | —  | 222 | 21 | 5  | 324   |
| Александр Радулов    | Динамо М, Салават Юлаев, ЦСКА, Ак Барс, Локомотив Я                              | 42  | —  | 2  | 270 | —  | 4  | 318   |
| Игорь Ларионов       | Химик, ЦСКА                                                                      | 80  | —  | 19 | 204 | 7  | —  | 310   |
| Владимир Шадрин      | Спартак М                                                                        | 71  | 1  | 4  | 214 | 15 | 5  | 310   |
| Константин Локтев    | Спартак М, ЦСКА                                                                  | 85  | —  | —  | 213 | 8  | —  | 306   |
| Александр Альметов   | ЦСКА                                                                             | 79  | —  | —  | 212 | 15 | —  | 306   |
| Сергей Широков       | ЦСКА, Авангард, СКА, Спартак М, Автомобилист, Сибирь                             | 18  | —  | —  | 284 | —  | —  | 302   |
| Виктор Жлуктов       | ЦСКА                                                                             | 81  | —  | 13 | 197 | 8  | 1  | 300   |
| Виктор Цыплаков      | Локомотив М                                                                      | 3   | —  | —  | 264 | 29 | —  | 296   |
| Найджел Доус         | Барыс, Автомобилист, Ак Барс                                                     | —   | —  | —  | 293 | —  | —  | 293   |
| Александр Скворцов   | Торпедо НН                                                                       | 41  | —  | —  | 244 | 7  | —  | 292   |
| Евгений Корешков     | Лада, Казцинк-Торпедо, Металлург Мг, Сибирь, Северсталь                          | —   | —  | 8  | 268 | 10 | —  | 286   |
| Вячеслав Фетисов     | ЦСКА                                                                             | 96  | —  | 28 | 153 | 5  | —  | 282   |
| Александр Кожевников | Спартак М, Крылья Советов                                                        | 28  | —  | 1  | 243 | 8  | —  | 280   |
| Владимир Гребенников | Спартак М, Крылья Советов                                                        | 18  | —  | —  | 254 | 6  | —  | 278   |
| Владимир Юрзинов     | Динамо М                                                                         | 28  | 2  | —  | 239 | 9  | —  | 278   |
| Никита Гусев         | ЦСКА, Амур, Югра, СКА, Динамо М                                                  | 26  | —  | —  | 251 | —  | —  | 277   |
| Александр Голиков    | Химик, Динамо М                                                                  | 43  | —  | —  | 225 | 8  | —  | 276   |
| Александр Пережогин  | Салават Юлаев, Авангард                                                          | 17  | —  | 6  | 247 | —  | 4  | 274   |
| Александр Корешков   | Казцинк-Торпедо, Металлург Мг, Сибирь, Северсталь, Барыс                         | —   | —  | 18 | 247 | 9  | —  | 274   |
| Александр Уваров     | Динамо М                                                                         | 24  | 23 | —  | 201 | 25 | —  | 273   |
| Илья Ковальчук       | Спартак, Ак Барс, Химик, СКА, Авангард                                           | 69  | —  | —  | 201 | —  | —  | 270   |
| Евгений Грошев       | Крылья Советов                                                                   | 14  | —  | —  | 236 | 15 | 2  | 267   |
| Сергей Осипов        | Автомобилист, ЦСКА, Металлург Мг                                                 | —   | 1  | 8  | 245 | 12 | —  | 266   |
| Александр Мартынюк   | Крылья Советов, Спартак М                                                        | 24  | —  | 2  | 212 | 26 | 1  | 265   |
| Алексей Калюжный     | Динамо М, Нефтехимик, Металлург Мг, Северсталь, Авангард, Локомотив Я, Динамо Мн | —   | —  | 5  | 258 | —  | 2  | 265   |
| Пётр Природин        | Трактор, Динамо М, Динамо Р                                                      | 8   | —  | —  | 235 | 21 | —  | 264   |
| Михаил Варнаков-ст.  | Торпедо НН, ЦСКА                                                                 | 33  | —  | —  | 226 | 2  | —  | 261   |
| Евгений Шастин       | Сокол, ЦСКА                                                                      | —   | 1  | 5  | 240 | 15 | —  | 261   |
| Игорь Григоренко     | Лада, Северсталь, ЦСКА, Салават Юлаев, Металлург Мг                              | 14  | —  | 1  | 243 | —  | 2  | 260   |
| Александр Бодунов    | ЦСКА, Крылья Советов, Спартак М                                                  | 23  | —  | 1  | 207 | 25 | 3  | 259   |
| Сергей Плотников     | Амур, Локомотив Я, СКА, Металлург Мг, ЦСКА                                       | 22  | —  | —  | 236 | —  | —  | 258   |
| Валентин Козин       | Локомотив М, Химик                                                               | 3   | —  | —  | 235 | 15 | 4  | 257   |
| Михаил Бычков        | Крылья Советов                                                                   | 16  | 3  | —  | 208 | 28 | 2  | 257   |
| Валерий Белоусов     | Трактор                                                                          | 1   | —  | —  | 218 | 36 | —  | 255   |
| Евгений Мишаков      | Локомотив М, ЦСКА                                                                | 50  | 1  | 5  | 183 | 13 | 1  | 253   |
| Валерий Каменский    | Химик, ЦСКА                                                                      | 88  | —  | 18 | 144 | 2  | —  | 252   |

Условные обозначения:
СБ — сборная страны (СССР, СНГ, Россия),
НМ — неофициальные матчи сборной,
ЕК — европейские кубки,
ЧС — чемпионат страны (СССР, СНГ, МХЛ, Суперлига, КХЛ),
КС — кубок страны,
МТ — международные турниры сборной

## Официальные публикации
Еженедельник «Футбол-Хоккей»:
- 1979 — № 44
- 1980 — № 16, 38
- 1981 — № 8, 26, 27, 28, 29
- 1982 — № 33, 42, 47
- 1983 — № 52
- 1984 — № 25, 44
- 1985 — № 31
- 1986 — № 11, 29
- 1987 — № 14, 35
- 1988 — № 11, 33, 46
- 1989 — № 23, 31, 41